# Вокер Хейз
Вокер Хейз (англ. Charles Edgar Walker Hayes) — американський співак, поп-кантрі-музикант, автор і виконавець.

## Біографія
Див. також «Біографію» в англійському розділі.
Народився 27 грудня 1979 в місті Мобіл в Алабамі (США). Повне ім'я: Чарльз Едгар Волкер Хейз. Його батько Чарльз Хейз — ріелтор. Вокер Хейз закінчив коледж Birmingham-Southern College у 2002 році зі ступенем бакалавра музики з фортепіано.
Хейз та його дружина переїхали до Нешвілла у 2005 році, сподіваючись зайнятися музичним бізнесом у жанрі кантрі. Він отримав роботу з написання пісень для видавничої компанії в Нешвіллі, а потім підписав контракт з Mercury Records Nashville, хоча його швидко звільнили і перевели до Capitol Records. У 2010 році він випустив свій перший сингл «Pants». Він дебютував під номером 60 у чарті Hot Country Songs за тиждень, що закінчився 18 вересня 2010 року . Кайл Ворд з Roughstock оцінив єдину три з половиною зірки з п'яти. Хейз дебютував у кліпі на цю пісню у грудні 2010 року. Хейз також з'явився в епізоді телесеріалу «19 Kids and Counting», виконавши пісню, яку він написав про Джілл та її нинішнього чоловіка Деріка. «Pants» і другий сингл «Why Wait for Summer» з'явилися на альбомі Capitol Records під назвою Reason to Rhyme.
Хейз був співавтором і заспівав гостьовим вокалом на «Dirty Side» з альбому Colt Ford 2014 Thanks for Listening. Він також став співавтором синглу Родні Аткінса «Eat Sleep Love You Repeat», випущеного наприкінці 2014 року. Після втрати контракту з Capitol Records, Хейз працював у торговій мережі Costco, щоб утримувати себе.
У 2016 році Хейз підписав видавничу та продюсерську угоду з Шейном Макенелллі та SMACK/RareSpark, в рамках якого він випустив два міні-альбоми: 8Tracks Vol. 1 та 8 Tracks Vol. 2. Далі послідував його перший сингл для Monument Records, «You Broke Up with Me» . Він з'являється на його першому альбомі з Monument, Boom. «Craig» вийшов як другий сингл з альбому.
У серпні 2018 року Хейз випустив сингл під назвою «90's Country», тексти якого містять численні посилання на назви пісень у стилі кантрі десятиліття 1990-х років.

## Особисте життя
Він живе у місті Франклін (штат Теннессі) зі своєю дружиною Лейні Бевілл Хейс та шістьма дітьми. Їхня сьома дитина, четверта дочка Оклі Кловер, померла через кілька годин після народження 6 червня 2018.

## Дискографія
Див. також «Walker Hayes Discography» в англійському розділі.

### Студійні альбоми
| Reason to Rhyme      | - Дата виходу: 2011 - Лейбл: Capitol Records Nashville - Формат: CD, цифрові завантаження | -  | - |               |
| Boom                 | - Дата виходу: 8 грудня 2017 - Лейбл: Monument - Формат: CD, цифрові завантаження         | 37 | 6 | - США: 32,600 |
| »—" неучасть у чарті |                                                                                           |    |   |               |

### Сингли
| Рік                  | Сінгл                  | Найвища позиція | Найвища позиція    | Найвища позиція | Найвища позиція | Сертифікація         | Продажі        | Альбом                        |
| Рік                  | Сінгл                  | US Country      | US Country Airplay | US              | CAN             | Сертифікація         | Продажі        | Альбом                        |
| -------------------- | ---------------------- | --------------- | ------------------ | --------------- | --------------- | -------------------- | -------------- | ----------------------------- |
| 2010                 | «Pants»                | 40              | 40                 | -               | -               |                      |                | Reason to Rhyme               |
| 2011                 | «Why Wait for Summer»  | 42              | 42                 | -               | -               |                      |                | Reason to Rhyme               |
| 2014                 | «Pimpin' Joy»          | -               | -                  | -               | -               |                      |                | Н/Д                           |
| 2017                 | «You Broke Up with Me» | 9               | 10                 | 62              | 100             | - США: 2× Платиновий | - США: 397,000 | Boom                          |
| 2018                 | «Craig»                | —               | 59                 | —               | —               |                      |                | Boom                          |
| 2018                 | «90's Country»         | —               | 52                 | —               | —               |                      | - США: 17,000  | Н/Д                           |
| 2019                 | «Don't Let Her»        | -               | 56                 | -               | -               |                      |                | 8Tracks (Vol. 3): Black Sheep |
| 2020                 | «Trash My Heart»       | -               | -                  | -               | -               |                      |                | Н/Д                           |
| «—» неучасть у чарті |                        |                 |                    |                 |                 |                      |                |                               |

### Інші пісні у чартах
| Рік  | Назва          | Найвища позиція | Найвища позиція | Найвища позиція | Альбом        |
| Рік  | Назва          | US Country      | US              | CAN             | Альбом        |
| ---- | -------------- | --------------- | --------------- | --------------- | ------------- |
| 2021 | " Fancy Like " | 1               | 5               | 19              | Country Stuff |